# Aphyocypris chinensis
Aphyocypris chinensis es una especie de peces de la familia de los
Cyprinidae en el orden de los Cypriniformes.

## Morfología
Los machos pueden llegar alcanzar los 6 cm de longitud total.

## Reproducción
Es ovíparo.

## Hábitat
Es un pez de agua dulce y de clima templado.

## Distribución geográfica
Se encuentran en Asia: el Japón, Corea y China.